# Merzhausen
Merzhausen là một thị xã trong huyện Breisgau-Hochschwarzwald bang Baden-Württemberg thuộc nước Đức. Đô thị Merzhausen có diện tích 2,76 km², dân số thời điểm 31 tháng 12 năm 2020 là 5325 người.